# 491 هـ
491 هـ هي سنة في التقويم الهجري امتدت مقابلةً في التقويم الميلادي بين سنتي 1097 و1098.

## أحداث
- في سنة 491 هـ ملك الإفرنج مدينة إنطاكية بعد حصار شديد، بمواطأة بعض المستحفظين على بعض الأبراج، وهرب صاحبها ياغي سيان في نفر يسير، وترك بها أهله وماله، ثم إنه ندم في أثناء الطريق ندما شديدا على ما فعل، بحيث إنه غشي عليه وسقط عن فرسه، فذهب أصحابه وتركوه، فجاء راعي غنم فقطع رأسه وذهب به إلى ملك الفرنج، ولما بلغ الخبر إلى الأمير كربوقا صاحب الموصل جمع عساكر كثيرة، واجتمع عليه دقاق صاحب دمشق، وجناح الدولة صاحب حمص، وغيرهما، وسار إلى الفرنج فالتقوا معهم بأرض إنطاكية فهزمهم الفرنج، وقتلوا منهم خلقا كثيرا، وأخذوا منهم أموالا جزيلة.[5]

## وفيات
- سهل بن بشر الإسفراييني
- ابن الحطاب
- ياغي سيان